# 星影神社
星影神社（ほしかげじんじゃ）は、千葉県船橋市二和西にある神社である。旧社格は村社。

## 祭神
- 星影神（ほしかげのかみ）

## 由緒
二和の地は、もともとは江戸幕府が所管する小金牧という牧が置かれていたが、明治に入り開拓されこの神社の周辺は二番目に開拓が始まったことから「二和」と称され、この神社は二和の鎮守として1870年（明治3年）に稲荷神を祭ったことに始まる。社名については、この地の開拓を担当した星野氏に由来するという。

## 所在地
- 千葉県船橋市二和西3-6-43

## 交通アクセス
- 滝不動駅西口より徒歩16分（経路案内）。